# Vicariat apostolique de Puerto Carreño
Le vicariat apostolique de Puerto Carreño (en latin : Vicariatus Apostolicus Portus Carreniensis ; en espagnol : Vicariato apostólico de Puerto Carreño) est un vicariat apostolique de l'Église catholique en Colombie directement soumis au Saint-Siège.

## Territoire

Il comprend les municipalités de La Primavera, Puerto Carreño, Santa Rosalía et une partie de la municipalité de Cumaribo du département de Vichada ce qui correspond à un territoire d'une superficie de 57 000 km2 divisé en 7 paroisses.
Le siège épiscopal est dans la ville de Puerto Carreño où se trouve la cathédrale Notre-Dame-du-Mont-Carmel.

## Historique
Le vicariat apostolique est érigé le 22 décembre 1999 par la constitution apostolique Spiritali fidelium du pape Jean-Paul II en prenant une partie du territoire de la préfecture apostolique de Vichadaqui est supprimée. La mission d'évangélisation est confiée à la congrégation du Très Saint Rédempteur.

## Évêques
- Álvaro Efrén Rincón Rojas, C.Ss.R (22 décembre 1999 - 10 juin 2010)
- Francisco Antonio Ceballos Escobar, C.Ss.R (10 juin 2010 - 22 avril 2020), nommé évêque de Riohacha
  - Sede vacante (2020-2023)
- Álvaro Mon Pérez, C.Ss.R, depuis le 30 mars 2023